# Dogecoin
Dogecoin (Zeichen: Ɖ; Abkürzung: DOGE) ist eine von Litecoin abgeleitete Peer-to-Peer-Kryptowährung, deren Name und Design auf dem Internetphänomen Doge basiert.
Der Dogecoin wird inzwischen von manchen Unternehmen als Zahlungsmittel akzeptiert, u. a. von Tesla, Inc.
Es stehen insgesamt 141,515 Milliarden Dogecoins zur Verfügung. Diese haben eine Marktkapitalisierung von ca. 60 Milliarden USD und eine Marktdominanz von 7,6 % (Stand November 2024). Im Juli 2025 waren es bereits 9,2 % Marktanteil.

## Geschichte
Dogecoin wurde von Billy Markus, einem IBM-Programmierer, und Jackson Palmer, einem Adobe-Programmierer, entwickelt und am 8. Dezember 2013 veröffentlicht. Obwohl ursprünglich als Spaß-Kryptowährung und Parodie auf Bitcoin und die schnell wachsende Anzahl an Komplementärwährungen gedacht, stieg der Wechselkurs von Dogecoin nach US-Dollars in den ersten zwei Wochen rasant. Am 19. Dezember 2013 erhielt man für 1.050 DOGE einen US-Dollar, und an der Marktkapitalisierung gemessen war Dogecoin mit 8,79 Millionen US-Dollar die neuntgrößte Kryptowährung. Das Logo der Münze zeigt einen Shiba, auf dem „Doge“ basiert. Am 10. Januar 2014, nur rund vier Wochen nach der Veröffentlichung, waren bereits 25 % aller Dogecoins durch Mining erstellt.
Am 19. Januar 2014 sammelte die Dogecoin-Community Dogecoins im Wert von rund 30.000 US-Dollar für eine mögliche Olympiateilnahme von Jamaikas Bobteam. Daraufhin stieg der Dogecoin-Preis um 50 % und war mit einer Marktkapitalisierung von 51,54 Millionen US-Dollar die siebtgrößte Kryptowährung. Am 31. Januar 2014 war der Dogecoin mit einer Marktkapitalisierung von mehr als 61 Millionen US-Dollar bereits die fünftwertvollste Kryptowährung. Im Juni 2015 erschien die kleine Schwesterwährung von Dogecoin namens Litedoge (Abkürzung: LDOGE). Im Dezember 2020 sowie im Januar 2021 drückte Elon Musk seine Begeisterung für die Kryptowährung in mehreren Tweets aus, was in Internetforen diverse Spekulationen über einen Anstieg der nur einige Cent teuren Währung auf zeitweise im Mai 2021 bis zu fast 0,70 US-Dollar verursachte. Nachdem der Kurs im Juni 2022 wieder auf unter 0,06 US-Dollar gefallen war, wurde Musk von einem Investor auf 258 Mrd. US-Dollar Schadenersatz verklagt. Derzeit befinden sich 136.152.224.700 Dogecoin im Umlauf.
Dogecoin war Stand 19. Juli 2023, an der Marktkapitalisierung gemessen, die achtgrößte Kryptowährung.

## Unterschiede zu Bitcoin
Ebenso wie Litecoin verwendet Dogecoin scrypt in seinem Proof-of-Work-Algorithmus. Im Unterschied zu den Litecoins beträgt die Dauer zum Erstellen eines neuen Blocks 1 Minute (Litecoins: 2,5 Minuten). Der größte Unterschied im Vergleich zu anderen Kryptowährungen ist jedoch die immense Zahl an Münzen, die generiert werden können. Während Bitcoin und Litecoin auf insgesamt 21 Millionen respektive 84 Millionen Münzen limitiert sind, war Dogecoin auf ursprünglich 100 Milliarden Münzen ausgelegt. Am 2. Februar 2014 veröffentlichte Dogecoin-Gründer Jackson Palmer die Entscheidung zur Aufhebung des Limits.
Damit hat Dogecoin einen inflationären Charakter, so sollen ab 2015 für jedes Jahr 5,256 Milliarden neue Dogecoins gemünzt werden, was einer Inflationsrate von 5,3 % entspricht. Da die jährlich neu hinzukommende Menge aber konstant ist, wird die Inflationsrate kontinuierlich abnehmen (2025 wird sie bei 3,4 % liegen, 2035 bei 2,5 %, 2050 nur noch bei 1,9 % usw.).
Die geplante, aber massive Ausweitung der im Umlauf befindlichen Einheiten und die damit verbundene Inflationierung sind ein ständiger Kritikpunkt an der Währung an sich. Ferner wird kritisiert, dass ein Großteil der Coins in den Wallets, d. h. den Händen weniger Investoren sind, die damit massive Kursveränderungen steuern können. Somit eignet sich die Währung nicht als ernstzunehmendes Wertaufbewahrungsmittel, sondern ist lediglich ein substanzloses Spekulationsobjekt.

## Online-Börsen
Dogecoin wird mittlerweile auf einer Vielzahl von Online-Börsen gehandelt. Es gibt zahlreiche Online-Börsen, auf denen der direkte Handel von Dogecoin gegen nationale Währungen ohne Umwege möglich ist. Aktuell kann Dogecoin auf insgesamt 383 Börsen gehandelt werden (Stand 2023).

## Block Plan
| Block Nr.       | Belohnung pro Block    | Erster Block      | Voraussichtlich produzierte Münzen | Voraussichtliche totale Münzenanzahl |
| --------------- | ---------------------- | ----------------- | ---------------------------------- | ------------------------------------ |
| 1–100.000       | 0–1.000.000 (zufällig) | 8. Dezember 2013  | 50.000.000.000                     | 50.000.000.000                       |
| 100.001–144.999 | 0–500.000 (zufällig)   | 14. Februar 2014  | 11.250.000.000                     | 61.250.000.000                       |
| 145.000–200.000 | 250.000 (fest)         | 17. März 2014     | 13.750.000.000                     | 75.000.000.000                       |
| 200.001–300.000 | 125.000 (fest)         | 28. April 2014    | 12.500.000.000                     | 87.500.000.000                       |
| 300.001–400.000 | 62.500 (fest)          | 15. Juli 2014     | 6.250.000.000                      | 93.750.000.000                       |
| 400.001–500.000 | 31.250 (fest)          | 2. Oktober 2014   | 3.125.000.000                      | 96.875.000.000                       |
| 500.001–600.000 | 15.625 (fest)          | 14. Dezember 2014 | 1.562.000.000                      | 98.437.500.000                       |
| 600.001+        | 10.000 (fest)          | 25. Februar 2015  | 5.200.000.000 pro Jahr             | Kein Limit                           |